# Wee Waa flygplats
Wee Waa är en flygplats i Australien. Den ligger i regionen Narrabri och delstaten New South Wales, i den sydöstra delen av landet, omkring 440 kilometer nordväst om delstatshuvudstaden Sydney.
Trakten runt Wee Waa är nära nog obefolkad, med mindre än två invånare per kvadratkilometer..
Omgivningarna runt Wee Waa är i huvudsak ett öppet busklandskap.  Genomsnittlig årsnederbörd är 615 millimeter. Den regnigaste månaden är januari, med i genomsnitt 112 mm nederbörd, och den torraste är oktober, med 7 mm nederbörd.